# Sjisjka
Sjisjka, nordsamiska: Šišká, även stavat Sjiska, är ett samiskt viste och en järnvägshållplats på  Malmbanan mellan Gällivare och Kiruna inom Gällivare kommun i Lappland. Enligt Ratsit så  bodde det i december 2020 1 person över 16 år i Sjisjka.

## Bebyggelse och förbindelser
Sjisjka hållplats ligger 28 kilometer söder om Kiruna, mellan Kalixforsbron och Kaitum, vid en liten bosättning med en handfull byggnader. Sjisjka är delat i två delar av järnvägen. På den västra sidan finns perrongen och det lilla stationshuset samt ett par hus, en gård och berget Sjisjka, som är 717 meter högt. På östra sidan järnvägen finns två hus. 
Det finns ingen väg till Sjisjka. Den närmaste vägen finns i Kaitum och Kalixforsbron, båda ungefär 10 kilometer bort. Omkring 11 kilometer väster om Sjisjka hållplats finns Sjisjka-ape myr (också stavat Šiškká-ahpi).  Ett berg med samma namn som hållplatsen finns mellan myren och hållplatsen.
En vandringsled går västerut från Sjisjka till Tjåurek och därifrån kan man gå till Nikkaluokta, Laukkuluspa, Holmajärvi, Liettik eller till Kaitum, som ligger lite söder om Sjisjka vid järnvägen.
Förutom stigen till Tjåurek finns det även stigar till Lappberg som är en mötesstation på järnvägen, där det finns en gammal övergiven banvaktstuga. Det finns en stig till Rendalen, som är en gammal banvaktstuga längs järnvägen. Vissa delar av stigarna är spångade.

## Historia
År 1934 etablerade två samiska hushåll i dåvarande Norrkaitums sameby (nuvarande Girjas sameby) ett nytt sommarviste i Sjisjka efter att tidigare ha haft viste vid Gámasčearru längre västerut. Platsen kallades då Sjisjkavare efter fjället strax intill.
En same som sedermera slog sig ned i Sjisjka var konstnären Nils Nilsson Skum. Hans gamla stuga finns längs stigen mot Tjåurek. En av anledningarna till att Statens Järnvägar byggde en hållplats där var att konstnären bodde där. 
En annan anledning var att det var den enda platsen som har initialerna SJ två gånger i platsens namn.

## Järnvägstrafik
Plattformen som är ungefär 9 meter lång är gjord av trä med en trappa vid ena kortsidan. Plattformen är alltså så kort att bara två tågdörrar får plats samtidigt och oftast är det den som är närmast loket som man brukar kliva av/på vid. Tågen stannar endast vid behov vid denna hållplats, vilket alltså betyder att man måste vrida på plåtstinsen mot det ankommande tåget för att lokföraren ska stanna.

## Naturreservat
Sjisjka ligger i Kaitum fjällurskogs naturreservat.

## Vindkraftspark
År 2004 fyllde energiföretaget Vindkompaniet i Kiruna i en ansökan om att få bygga 30 vindkraftverk på berget direkt väster om Sjisjka. Först var planen att bygga en väg från Kaitum till Sjisjka, parallellt med järnvägen, men den planen fick mycket kritik. I den nya planen ville man att vindkraftverken skulle bli transporterade till Lappberg och där kan man ha en mycket mindre väg. Den planen blev godkänd av Miljödomstolen år 2007.
I slutet av maj 2008 dömde Miljödomstolen att Vindkompaniet i Mörbylånga ska få sätta upp 30 vindkraftverk i sin anläggning där, vilken då blev företagets största vindkraftspark. I början av oktober 2012 var Sjisjka vindkraftspark färdigbyggd. Med sina 30 stycken 130 m höga snurror var den vid öppnandet en av de största landbaserade vindkraftsparkerna i Sverige och den största i fjällvärlden. Den invigdes av Skanska, O2 Vindel och Jämtkraft med tal av Tomas Kåberger, tidigare generaldirektör för Energimyndigheten.